# Сура Аль-Байїна
Сура Аль-Байїна (араб. سورة البينة‎) або Ясний доказ — дев'яносто восьма сура Корану. Мединська, містить 8 аятів.

## Текст
Переклад Михайла Якубовича

1. Не відмовилися від невір’я ті з людей Писання й багатобожників, які не увірували, поки не прийшов до них ясний доказ —
2. Посланець від Аллага, який читає пречисті сувої.
3. У них містяться правдиві писання.
4. Ті ж, кому було дано Писання, розійшлися одне з одним, після того, як прийшов до них ясний доказ.
5. А їм не було ніякого наказу, окрім поклоніння Аллагу, щирого служіння Йому, молитви та сплати закяту — ось правильна релігія!